# 香港立法會委員會
香港立法會委員會由第一屆香港立法會開始設置，數目對應政府部門，以協助立法會有效行使立法權及對香港特區政府的監察權。

## 机构设置

### 內務委員會
立法會設有內務委員會，由立法會主席以外，不少於50名議員組成（在第七屆立法會前，所有議員都是當然委員）；內務委員會主席及副主席以與立法會主席選舉相若的方式選出，並為立法會當然代理主席，於立法會主席無法執行職務或缺席會議代行其職務。
內務委員會負責為立法會會議作準備，審議已提交於立法會的議案，以及在立法會會議席上提交省覽或提交立法會批准的附屬法例。並可以成立法案委員會研究該等法案，或委任小組委員會對一些附屬法例進行更詳細的研究。內務委員會亦負責制訂立法會內務守則作為議事規則的補充，對立法會及其委員會的會議程序作詳細訂定。內務委員會亦會就財務委員會、議事規則委員會、政府帳目委員會、議員個人利益監察委員會及各事務委員會的組成方法和其正副主席選舉訂定規則（議事規則已訂明者除外）。

### 常設委員會及議事規則委員會
立法會轄下有3個常設委員會，分別是財務委員會、政府帳目委員會及議員個人利益監察委員會；另外亦設有議事規則委員會。
財務委員會：簡稱財委會，為香港立法機關中歷史最悠久的委員會，現時由立法會主席以外，不少於50名議員組成，是立法會常設委員會中最重要的委員會（在第七屆立法會前，所有議員都是當然委員）。於1995年之前，財政司為當然財務委員會主席；自1995年起立法局不再存在官守議員後，主席改由成員互選產生。財務委員會通常在星期五下午舉行恆常會議，負責審議政府提交的所有涉及撥款的申請。財務委員會其中一項工作，是審查財政司司長每年提交立法會的開支預算草案及撥款法案，其中載列政府下一財政年度的全年開支建議。現時下轄人事編制小組委員會及工務小組委員會兩個小組委員會，政府開設首長級公務員常額或編外職位，需要得到立法會人事編制小組委員會及財務委員會通過和批准。
政府帳目委員會：簡稱帳委會，負責研究審計署提交的報告，對政府賬目進行監察。成員按內務委員會所定的規則選舉產生。
議員個人利益監察委員會：簡稱監委會，負責就議員的個人利益進行監察，並制定有關議員個人道德指引。成員按內務委員會所定的規則選舉產生。
議事規則委員會：負責檢討立法會議事規則和委員會制度，適當時向立法會提出修訂建議。成員按內務委員會所定的規則選舉產生。

### 事務委員會
立法會現時設有18個事務委員會，定期聽取政府官員的簡報，並監察政府執行的政策及措施，議員可視需要加入一個或是數個事務委員會。
| 事務委員會                     | 相關政策局                                           |
| ------------------------------ | ---------------------------------------------------- |
| 司法及法律事務委員會           | 律政司 政務司司長辦公室（法律援助署） 司法機構政務處 |
| 工商及創新科技事務委員會       | 商務及經濟發展局 創新科技及工業局                    |
| 政制事務委員會                 | 政制及內地事務局                                     |
| 發展事務委員會                 | 發展局                                               |
| 經濟發展事務委員會             | 商務及經濟發展局 文化體育及旅遊局                    |
| 教育事務委員會                 | 教育局                                               |
| 環境事務委員會                 | 環境及生態局（環境科）                               |
| 財經事務委員會                 | 財經事務及庫務局（財經事務科）                       |
| 食物安全及環境衞生事務委員會   | 環境及生態局（食物科）                               |
| 衞生事務委員會                 | 醫務衞生局                                           |
| 民政及文化體育事務委員會       | 民政及青年事務局 文化體育及旅遊局                    |
| 房屋事務委員會                 | 房屋局                                               |
| 資訊科技及廣播事務委員會       | 商務及經濟發展局 創新科技及工業局                    |
| 人力事務委員會                 | 勞工及福利局                                         |
| 公務員及資助機構員工事務委員會 | 公務員事務局                                         |
| 保安事務委員會                 | 保安局                                               |
| 交通事務委員會                 | 運輸及物流局                                         |
| 福利事務委員會                 | 勞工及福利局                                         |

### 調查委員會及專責委員會
立法會有權引用香港法例第382章《立法會（權力及特權）條例》（又稱「權力及特權法」），當有議員對某些事件提出質詢或當對於個別議員提出譴責的議案獲得動議，立法會會成立調查委員會就動議作出調查，調查完成後須盡快向立法會彙報。成員按內務委員會所定的規則選舉產生。
經立法會決議，可成立一個或多個專責委員會就立法會付交的事宜或法案作深入研究，成員由立法會主席考慮內務委員會的建議後任命。專責委員會對所付交的事宜或法案完成研究後須盡快向立法會提交報告，隨後解散。
而根據權力及特權法第10條《以傳票通知列席》以及第12（6）條列明，立法會主席有權簽署手令並飭令全體／每名警務人員拘捕涉案人員，並於指定時間押解他到立法會作供，故證人／涉案人士必須出席。